# کپلر-۲۰اف
کپلر-۲۰اف (انگلیسی: Kepler-20f) که با نام Object of Interest کپلر KOI-070.05 نیز شناخته می‌شود، یک سیاره فراخورشیدی است که به دور ستارهٔ خورشیدسان کپلر-۲۰، دومین بیرونی‌ترین سیاره از پنج سیارهٔ کشف شده توسط فضاپیمای کپلر ناسا است. تقریباً ۹۲۹ سال نوری (۲۸۵ پارسک یا حدود ۸٫۹۸۸×۱۰۱۵ km) از زمین در صورت فلکی شلیاق قرار دارد. این سیارهٔ فراخورشیدی با استفاده از روش گذرسنجی پیدا شد که در آن اثر کاهش نوری که یک سیاره هنگام عبور از مقابل ستارهٔ خود ایجاد می‌کند اندازه‌گیری می‌شود. این سیارهٔ فراخورشیدی از این جهت درخور توجه است که نزدیک‌ترین شعاع را در مقایسه با شعاع زمین دارد که تاکنون شناخته شده‌است.